# 施战军
施战军（1966年—），男，吉林通榆人，中国文学研究家、评论家，山东大学文学院原副院长、教授，中国作家协会原主席团委员。